# Völkerfrühling
Der Völkerfrühling bzw. Frühling der Völker ist ein im 19. Jahrhundert seit Ludwig Börne (1786–1837) beliebtes liberales Schlagwort für den Kampf um die Freiheit und nationale Einheit in allen europäischen Staaten. Als Völkerfrühling wird manchmal auch der mit Michail Gorbatschow begonnene Weg der vormals von der Zentralmacht unterdrückten Sowjetrepubliken in die Unabhängigkeit bezeichnet. Außerdem ist die Bezeichnung Arabischer Frühling eine Referenz zu dem Völkerfrühling des 19. Jahrhunderts.

## Begriff
Der Völkerfrühling ist seit dem Vormärz eine schnell populär gewordene Metapher für die revolutionären Forderungen im 19. Jahrhundert. Frühling bezeichnet als jahreszeitliches Symbol die Freiheit. Der Völkerfrühling beinhaltet drei konstitutive Begriffe, die diesen ausmachen. Diese sind nationale Einheit, politische Freiheit und internationale Verbundenheit. Ebenso bestimmend war die Verbindung im nationalen und internationalen Kampf gegen die Restauration.

## Ursprung

### Ludwig Börne
Der Begriff „Völkerfrühling“ tauchte erstmals 1818 in Ludwig Börnes Zeitung „Die Wage“ auf. So prognostiziert er schon vor der Zeit der Revolutionen den eintretenden Völkerfrühling. Weiterhin wird der Begriff und seine Verbundenheit mit der Natur in Börnes „Briefen aus Paris“ ausgedrückt.
1830–1831 waren Börnes Briefe aufgrund seiner frühliberalen Ideen ein Kompendium politischer Metaphorik für die Vormärzzeit. Die Julirevolution in Frankreich 1830 inspirierte Börne und auch andere Liberale zu neuem Nationalbewusstsein. Nach Börne war die Begleiterscheinung des Frühlings eine Symbolik für die erlebten und noch kommenden Revolutionen.

### Jordanus Brunow
1831 wurde beim Verlag Hoffmann und Campe „Der Völkerfrühling und seine Verkünder“ veröffentlicht. Der angegebene Autor war Jordanus Brunow, welcher mit richtigem Namen Franz Servais August Gathy hieß. Die Ereignisse der Julirevolution hatten seiner Meinung nach auch einen gewissen Einfluss auf die Umstände in Deutschland im 19. Jahrhundert.

## Historischer Kontext
Zum Zeitpunkt, als der Begriff „Völkerfrühling“ zum ersten Mal benutzt wurde, war Europa von Unruhen durchzogen. In den meisten europäischen Ländern herrschte eine vorrevolutionäre Stimmung, die mehrere Gründe hatte.
1815 tagte der Wiener Kongress, auf dem eine Restauration der Verhältnisse vor der Französischen Revolution angestrebt wurde. Auf dem Kongress wurde der Deutsche Bund ins Leben gerufen, ein Zusammenschluss von 37, später 35 souveränen  deutschen Staaten inklusive Österreich und Preußen. Österreich hatte den Vorsitz im „Bundestag“ inne, der in Frankfurt am Main tagte. Das deutsche Bürgertum war mit diesem Deutschen Bund als losem Bund souveräner Staaten der deutschen Fürstenhäuser nicht einverstanden. Es strebte ein einheitliches Deutschland an. Generell lässt sich sagen, dass die Beschlüsse des Wiener Kongresses nicht auf Wohlwollen und  Zustimmung in der politisch interessierten Bevölkerung stießen.
1817 kamen 500 Akademiker auf der Wartburg zusammen, um friedlich gegen die Art der Fürstenherrschaft zu protestieren. Zu dieser Zeit entflammte ein Nationalgefühl in den deutschen Ländern, damit fing die Bewegung des Völkerfrühlings auch  in Deutschland an.
In Frankreich kam es 1830 zur „Julirevolution“, da die französische Bevölkerung nicht damit zufrieden war, dass die nach der Französischen Revolution von 1789 erreichten Veränderungen zunehmend an Wirkung verloren und vorherige Verhältnisse einzutreten drohten. Nach der Julirevolution kam es auch im Deutschen Bund vereinzelt zu Aufständen, die teilweise liberale Reformen zur Folge hatten, so z. B. im Königreich Hannover, wo eine Verfassung durchgesetzt werden konnte. Das Hambacher Fest 1832 war auch eine Folge der Julirevolution. Insgesamt blieb die deutsche Bevölkerung aber relativ ruhig. 1848 kam es dann nach dem Sturz der Monarchie in der Februarrevolution in Frankreich auch in Deutschland zur Märzrevolution.